# Tacrină
Tacrina (cu denumirea comercială Cognex, printre altele) este un medicament care acționează ca inhibitor al acetilcolinesterazei, fiind utilizat în tratamentul simptomatic al bolii Alzheimer. Căile de administrare disponibile sunt cea orală și rectală.